# Мишино (Относовское сельское поселение)
Мишино — деревня в Вяземском районе Смоленской области России. Входит в состав Относовского сельского поселения. Население — 3 жителя (2007 год). 
Расположена в восточной части области в 14 км к западу от Вязьмы, в 1 км севернее автодороги М1 «Беларусь», на берегу реки Вязьма. В 6 км южнее деревни расположена железнодорожная станция Семлёво на линии Москва — Минск. 

## История
В годы Великой Отечественной войны деревня была оккупирована гитлеровскими войсками в октябре 1941 года, освобождена в марте 1943 года.